# Nafisah Ahmad al-Amin
Nafisah Ahmad al-Amin, également orthographiée Nafissa Ahmed el-Amin, est une ancienne femme politique soudanaise et une militante des droits de la femme. Elle a été vice-ministre de la jeunesse et des sports de 1971 à 1972. 
Elle a été membre fondatrice de l'Union des femmes soudanaises, en 1952, au cours de la lutte pour l'indépendance contre la Grande-Bretagne, et la première femme ministre au Soudan, sous la présidence de Gaafar Nimeiry.